# نيد مكغوان
نيد مكغوان (بالإنجليزية: Ned McGowan)‏ هو ملحن أمريكي، ولد في 1970 في فيلادلفيا في الولايات المتحدة.